# Glycera fundicola
Glycera fundicola är en ringmaskart som beskrevs av Chamberlin 1919. Glycera fundicola ingår i släktet Glycera och familjen Glyceridae. Inga underarter finns listade i Catalogue of Life.